# Аудит легальности программного обеспечения
Аудит легальности программного обеспечения — анализ состояния используемого программного обеспечения на предмет соответствия условиям пользовательского соглашения правообладателя программного продукта. Другими словами аудит легальности программного обеспечения это начальный этап по легализации программного обеспечения, который позволяет выявить программы которые необходимо легализовать, а какие можно свободно использовать.
Аудит легальности программного обеспечения проводится в несколько основных этапов:
- Сканирование программного обеспечения, установленного на рабочих станциях и серверах.
- Обработка полученных данных.
- Предоставление общего отчета по проведенному аудиту, с подробным описанием ПО установленного на каждом компьютере, описанием рисков и рекомендациями.
- Составление общей программы по легализации организации.

Результаты проведения аудита легальности программного обеспечения:
- Полная картина легальности установленного в вашей организации программного обеспечения.
- Общая программа по легализации нелицензионного программного обеспечения.
- Сведения об ответственности при использовании нелицензионного программного обеспечения.
- Возможность избежать технических проблем, возникающих при использовании нелицензионного программного обеспечения.